# Tyler Farr
Tyler Lynn Farr (Garden City, 5 de febrero de 1984) es un cantante y compositor estadounidense de música country. tiene un contrato con Columbia Records, y ha publicado siete sencillos.

## Biografía
Tyler creció en Garden City, Misuri, asistiendo a la Universidad Estatal de Misuri, el estudio de la voz.
Tyle coescribió las canciones «Hey Y'all» por Cole Swindell y «She's Just Like That» por Joe Nichols. A principios de 2012, Tyler lanzó su primer sencillo, «Hot Mess», que él coescribió con Rhett Akins. Billy Dukes de Taste of Country dieron a la canción cuatro estrellas de cinco, llamadas de voz de Tyler «único, pero no distraer la atención». Tras la fusión de su discográfica original, BNA Records, Tyler trasladado a Columbia Nashville  para lanzar su segundo sencillo, «Hello Goodbye». Su tercer sencillo, «Redneck Crazy», se convirtió en su primer Top 10 hit en 2013. Después llegó el 3 primero éxito «Whiskey in My Water». Todos los cuatro sencillos fueron incluidos en su álbum debut, Redneck Crazy, lanzado el 30 de septiembre de 2013.
Tyler abrió su segundo álbum a mediados de 2014, con «A Guy Walks Into a Bar». El álbum, Suffer in Peace, fue lanzado el 28 de abril de 2015, y en mayo de 2015, «A Guy Walks Into a Bar» convirtió en el primer número uno hit country de Tyler. El segundo sencillo del álbum, «Withdrawals» lanzado a la radio country el 15 de junio de 2015. Solo se había alcanzado el número 52 en la lista Country Airplay antes de que fuera retirado de la radio y «Better in Boots» se publicó como tercer sencillo el 17 de agosto de 2015. La decisión de cambiar el sencillo se hizo con el fin de dar Tyler un up-tempo, canción «hembra» que podía cantar en vivo, según Steve Hodges, de Sony Nashville.
Farr también es cantante de ópera de formación clásica y tomó clases de canto durante su adolescencia, cantando tenor en All-State Coro de Misuri durante su último año de escuela secundaria. Afirma que descubrió y se enamoró de la música country después de que su madre se casó con George Jones, guitarrista de gira.
Tyler se casó novia de mucho tiempo, Hannah Freeman el 10 de octubre de 2016.

## Discografía

### Álbumes de estudio
- Redneck Crazy (2013)
- Suffer in Peace[9] (2015)

### Extended plays
- Camouflage (2010)

### Sencillos
- «Hot Mess» (2012)
- «Hello Goodbye» (2013)
- «Redneck Crazy» (2013)
- «Whiskey in My Water» (2013)
- «A Guy Walks Into a Bar» (2014)
- «Withdrawals» (2015)
- «Better in Boots» (2015)
- «Our Town» (2016)

### Videos musicales
| Año  | Video                    | Director(es)     |
| ---- | ------------------------ | ---------------- |
| 2012 | «Hello Goodbye»          | Darrin Dickerson |
| 2013 | «Redneck Crazy»          | Jeff Venable     |
| 2014 | «Whiskey in My Water»    | Chris Hicky      |
| 2014 | «A Guy Walks Into a Bar» | Jeff Venable     |
| 2015 | «Withdrawals»            | Eric Welch       |
| 2015 | «Better in Boots»        | Eric Welch       |